# باروتخانه تهران

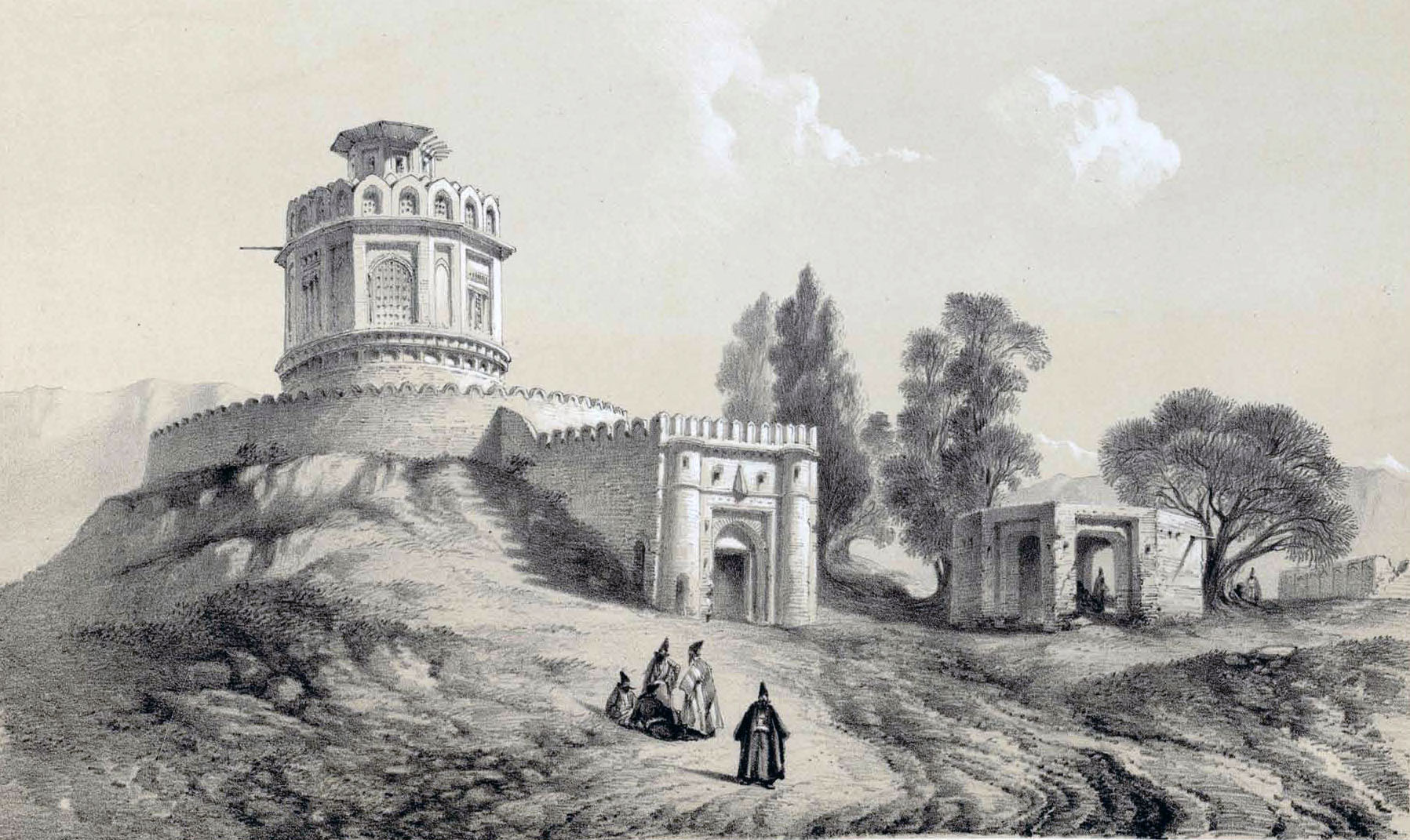
نقاشی از ساختمان باروتخانه تهران اثر اوژن فلاندن. این تنها اثر باقیمانده از این بنای تخریب شده است.

باروتخانه یا باروتخانه تهران، نام یکی از باروتخانه‌های دوره قاجاریه در تهران بود که بالای تپه‌ای و در ساختمان دژ مانند ساخته شده از خشت و آجر بنا نهاده شده بود. این بنا ورودی جداگانه داشت و برج سه اشکوبه گردی همانند ساختمان‌های کلاه فرنگی داشت، که اشکوب بالاترین آن (طبقه سوم) بسیار کوچک بوده و کاربرد دیده‌بانی داشته است و و پشته کنگره‌داری گرداگرد آن کشیده شده بود.

## پیشینه
باروت نیاز اولیه در قورخانه و از نیازمندی‌های نیروهای قشون به‌شمار می‌رفت. محل ساخت و فرآوری باروت را باروت‌خانه، باروت‌کوبی یا باروت‌سازی می‌خواندند. باروت کوبی به دلیل احتمال بالای انفجار، همیشه دور از مراکز مسکونی ساخته می‌شد. محل باروت کوبی تهران در دوره قاجاریه چند بار جابجا شد. این جابجایی‌ها به دلیل گسترش جغرافیایی شهر و فضای مسکونی شهری از یک سو و نیاز به مکانی گسترده‌تر و بزرگتر برای تولید باروت بیشتر از سوی دیگر بود.
این باروتخانه در سال ۱۲۵۲ قمری در زمین‌های شمال تهران قدیم و بیرون از حصار صفوی (شاه طهماسبی) بنا شد. در تصویری که اوژن فلاندن فرانسوی در دوره محمد شاه قاجار از این مکان کشیده، کاربری باروت خانه داشته است. پس از بنا نهادن کارخانه باروت سازی مهران این بنا به عنوان انبار باروت مورد بهره‌برداری قرار گرفت.
از تاریخ و دوره تخریب این بنا اطلاعی در دست نیست.

## جایگاه جغرافیایی
از این باروتخانه چیزی برجای نمانده است، تا جایی که جایگاه دقیق آن نیز شناخته نشده است. با این همه، با بررسی اسناد و نوشته‌های دوره قاجار گمانه زده می‌شود که این باروتخانه بر فراز تپه‌ای در خاور بنای امیرآباد و جنوب آسیاب یوسف‌آباد و در راستای خطی فرضی از عباس‌آباد به امیرآباد کشیده شده، جای گرفته بود. رودخانه‌ای که از شرق این بنا گذر می‌کرد، از شمیران به یوسف آباد می‌رسید و به سوی تهران قدیم می‌رفت. در آن روزگار در تپه ماهورهای شمال تهران در این ناحیه چند بنای کم‌شمار وجود داشت که از آن میان باغ وزیر کشور (کمابیش در جای کنونی پارک ساعی)، باروتخانه، آسیاب یوسف آباد (در آن دوره هنوز نام یوسف آباد را نداشت).